# Cultura Wilton

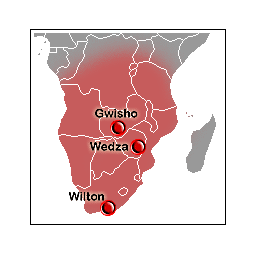
Diffusione della cultura Wilton e i suoi siti principali.

La cultura Wilton (o semplicemente Wilton) è una facies culturale preistorica diffusa in Africa meridionale e orientale intorno al 6000 a.C. La cultura Wilton è caratterizzata in particolare dalla presenza di microliti e da una diversità tipologica litica più marcata rispetto alle culture che l'hanno preceduta.
La sua definizione è dovuta a John Hewitt, in seguito allo scavo svolto in collaborazione con C.W. Wilmot in una grotta nella fattoria Wilton in Sudafrica.
Gli archeologi hanno inizialmente considerato le comunità di cacciatori-raccoglitori di Wilton dell'Olocene, a partire da 8000 anni fa, fino all'Età del Ferro, fino a 500 anni fa, anche se studi più recenti fanno una distinzione con Wilton della fine dell'Età della Pietra (4000 anni fa). Nonostante Wilton sia un termine che intende generalizzare i comportamenti delle popolazioni umane dell'Africa meridionale, le comunità di cacciatori-raccoglitori con una società di tipo Wilton e che utilizzavano tecnologie simili a Wilton, possono essere trovate in ambienti costieri, interni e montani.

## Distribuzione
La cultura Wilton è attestata in particolare alle cascate Kalambo, al confine tra Zambia e Tanzania, e nei depositi della valle di Twyfelfontein in Namibia.
Nello Zambia, un insediamento risalente al 2300 a.C. è stato scoperto a Gwisho, vicino a Kafue.

## Caratteristiche
Gli utensili Wilton presentano alcune analogie con i microliti del Mesolitico europeo. Le manifestazioni più recenti di questa cultura, tuttavia, indicano che la popolazione dominava la metallurgia del ferro. Alcuni siti dell'Africa meridionale mostrano l'associazione della cultura Wilton con l'arte rupestre.

## Cronologia
La cultura Wilton è suddivisa in tre periodi:
- 7600-2500 a.C.: Wilton antico e classico[9].
- 2500-200 a.C.: Wilton postclassico[9].
- 100 a.C.-1870 d.C: Wilton ceramica.